# Micraira brevis
Micraira brevis là một loài thực vật có hoa trong họ Hòa thảo. Loài này được M.D.Barrett & R.L.Barrett mô tả khoa học đầu tiên năm 2005.